# Agnora Island
Agnora Island ist eine Insel im Archipel Südgeorgiens im Südatlantik. Sie ist die östlichste in der Gruppe der Jomfruene.
Das UK Antarctic Place-Names Committee benannte sie 2009. Namensgeberin ist Kamilla Agnora Widmark (geborene Larsen, 1887–1992), eine der Töchter des auf Südgeorgien einflussreichen norwegischen Walfangunernehmers Carl Anton Larsen.